# Рудник Урталик
Рудник Урталик – гірничодобувний майданчик в центральній частині Узбекистану.
Рудник створений для розробки золоторудного родовища Урталик (за іншим поглядом, це східна частина родовища Гужумсай), що знаходиться в центральній частині Зармітанського рудного поля на південному схилі північного хребта гір Нуратау. Він почав свою роботу в другій половині 2010-х та організаційно належить до Південного рудоуправління Навоїйського гірничо-металургійного комбінату.
Частину запасів родовища відпрацьовують кар’єром, втім, придатні для відкритої розробки ресурси оцінили лише у 10 – 12 % від ресурсів верхньої частини родовища (станом на 2018-й за допомогою відкритих робіт очікували вилучити 8,1 млн тонн руди). Основна діяльність з розробки має вестить за допомогою транспортного ухилу.
Отримана на Урталику руда спрямовується для вилучення золота на належний рудоуправлінню Гідрометалургійний завод № 4 (ГМЗ-4).
Станом на другу половину 2010-х запаси Урталику оцінювались у 12,8 млн тонн руди (плюс 47,8 млн тонн ресурсів).